# Dropsy (jeu vidéo)
Pour les articles homonymes, voir Dropsy.
Dropsy est un jeu vidéo indépendant appartenant au genre du point-and-click. Il a été développé par Tendershoot et A Jolly Corpse et édité par Devolver Digital. Il est sorti le 10 septembre 2015 sur PC (Microsoft Windows, Linux, Mac OS) et le 17 décembre 2015 sur iPhone et iPad.
Dropsy est nommé d'après le nom du personnage joué, un clown à l'apparence repoussante, mais dont le cœur et les intentions sont purs. Son but est obtenir des câlins de la part des personnages non-joueurs qu'il croise; comme la plupart de ceux-ci sont dégoûtés à sa vue ou bien ont peur de lui, il doit d'abord trouver un moyen de se faire apprécier.
Dropsy n'est pas capable de parler ou de comprendre ce qu'on lui dit. Dès lors, les dialogues avec les autres personnages se font à l'aide de pictogrammes à partir desquels le joueur doit pouvoir comprendre l'histoire particulière de chacun d'entre eux, et donc répondre à leurs besoins.
Le système de jeu est celui d'un point-and-click traditionnel. Dropsy stocke les objets qu'il trouve dans son pantalon, qui sert d'inventaire, et peut les présenter aux personnages non-joueurs. La seule mécanique originale que le jeu intègre est le cycle jour-nuit : certains personnages ne sont présents que le jour, et d'autres que la nuit, tandis que d'autres encore passent d'un endroit à un autre.

## Développement
Le personnage de Dropsy est né de l'imagination de Jay Tholen, qui l'a utilisé comme boss d'un niveau d'un jeu de plate-forme qu'il a créé en 2004, à l'âge de 17 ans.
En 2007, il initie un topic sur le forum du site internet Something Awful dans lequel il poste quelques images d'un jeu d'aventure en point-and-click dont Dropsy est le personnage principal. C'est à partir des idées des membres de ce forum que Dropsy prend forme. Les messages que Jay Tholen poste servent de cadre principal, mais l'histoire et le caractère du clown sont presque entièrement définis par les forumeurs.
Plus de cinq ans plus tard, celui-ci lance une campagne Kickstarter afin de l'étendre à l'échelle d'un jeu d'aventure graphique.

## Accueil

### Critique
Dropsy a reçu une note agrégée de 80 % par Metacritic pour la version PC.

### Récompense
Le jeu a reçu une mention honorable dans la catégorie Excellence en Son à l'Independent Games Festival 2017.